# Iglesia de la Santísima Trinidad (Salzburgo)
La iglesia de la Santísima Trinidad (en alemán: Dreifaltigkeitskirche) es una iglesia católica de Austria, la más grande de la ciudad vieja de Salzburgo en la orilla derecha del Salzach, que data de la época de los príncipes-obispos. Fue diseñada por Johann Bernhard Fischer von Erlach y construida entre 1694 y 1702.

## Historia
La Iglesia de la Trinidad fue construida entre 1694 y 1702 durante el reinado del príncipe-obispo von Thun und Hohenstein (1643-1709). La iglesia fue diseñada como un edificio de planta central y fue construida en los años 1694-1702. El contrato se llevó a cabo en 1694, la consagración de la iglesia parcialmente acabada tuvo lugar en 1699. La iglesia, junto con el edificio contemporáneao de la iglesia de San Juan (Johanniskirche, una iglesia hospital) fue el primer edificio diseñado por von Erlach en Salzburgo. Usó como modelos varios edificios religiosos en Roma, especialmente la Santa Inés en Agonía de Francesco Borromini en Piazza Navona. Mientras que la iglesia se caracteriza por un uso discreto de elementos decorativos, toda la edificación transmite una impresión palaciega. Además de Fischer von Erlach y Bernhard Michael Mandl, que creó los murales de la cúpula, los siguientes escultores y albañiles también contribuyeron: Wolf Weißkirchner, Mathias Wilhelm Weißkirchner, Sebastian Stumpfegger, Andreas Götzinger y Lorenz Dräxl.
Las torres fueron reconstruidas en 1818 después de un incendio.

Vistas históricas de la iglesia
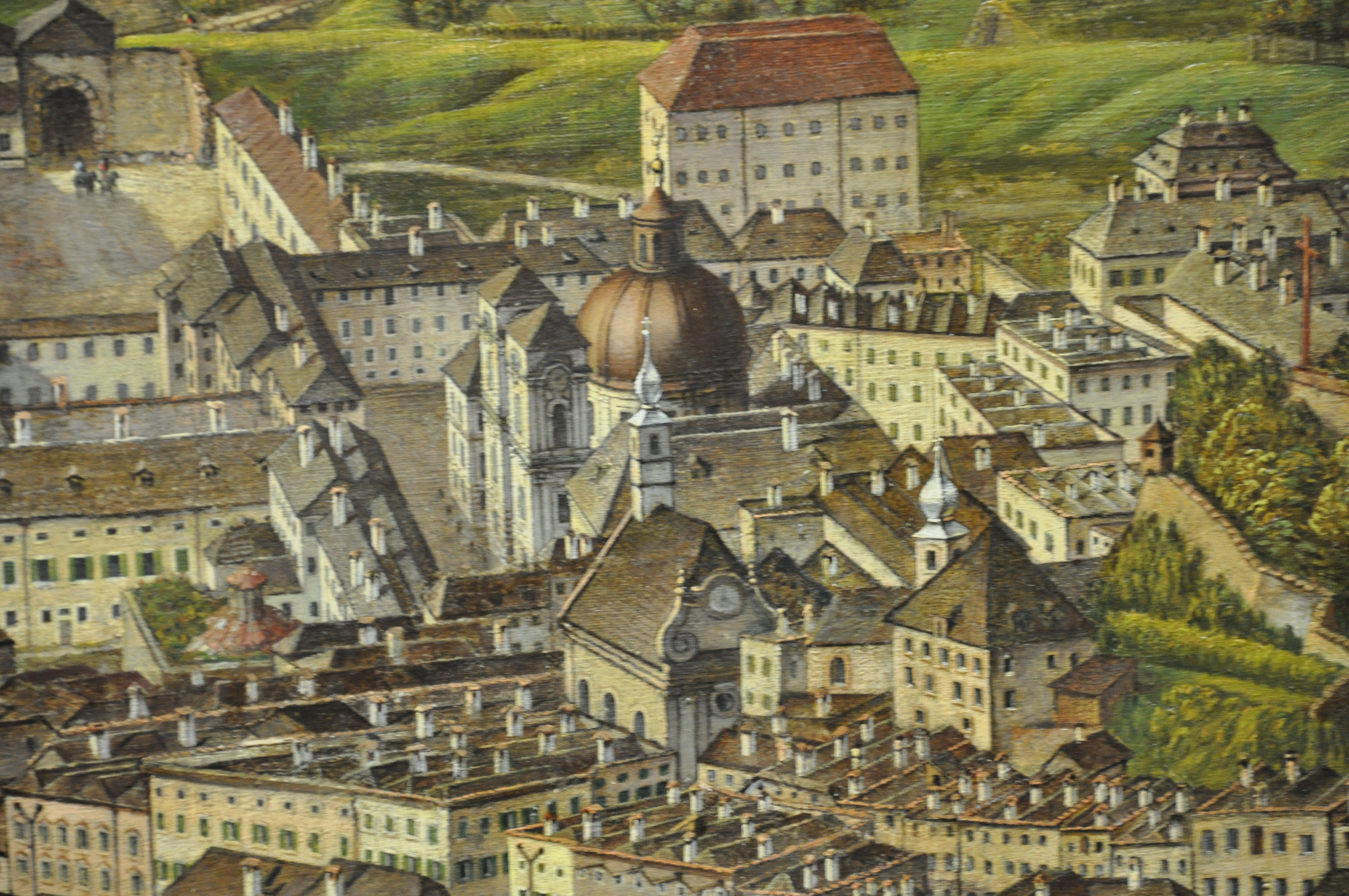
Panorama der Stadt Salzburg , de Johann Michael Sattler (1825–1829)
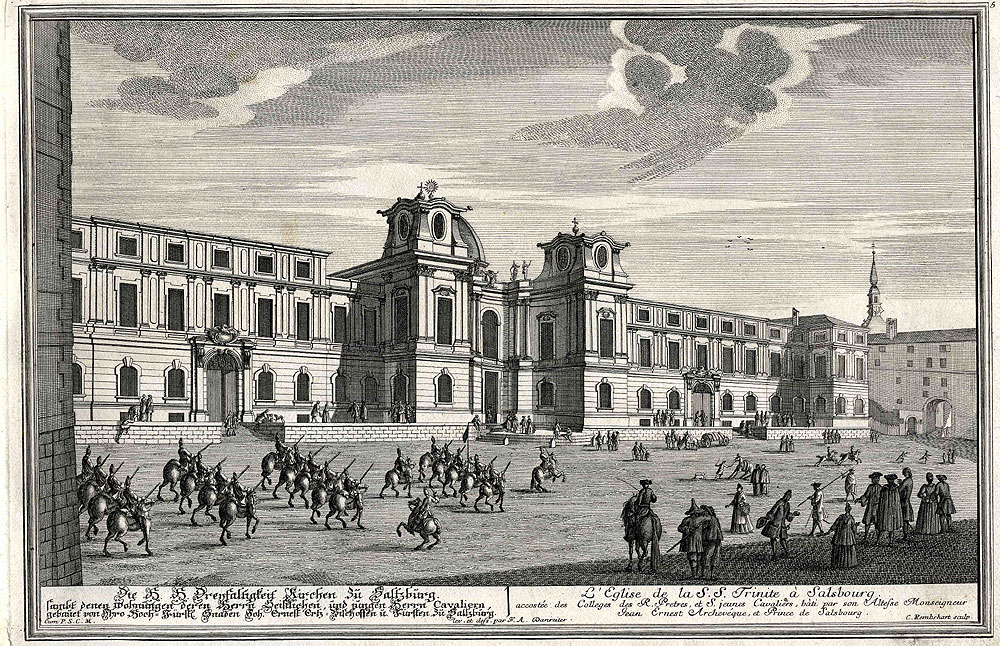
Grabado de 1735 de la iglesia (Copia de la Biblioteca de la Universidad de Salzburgo)
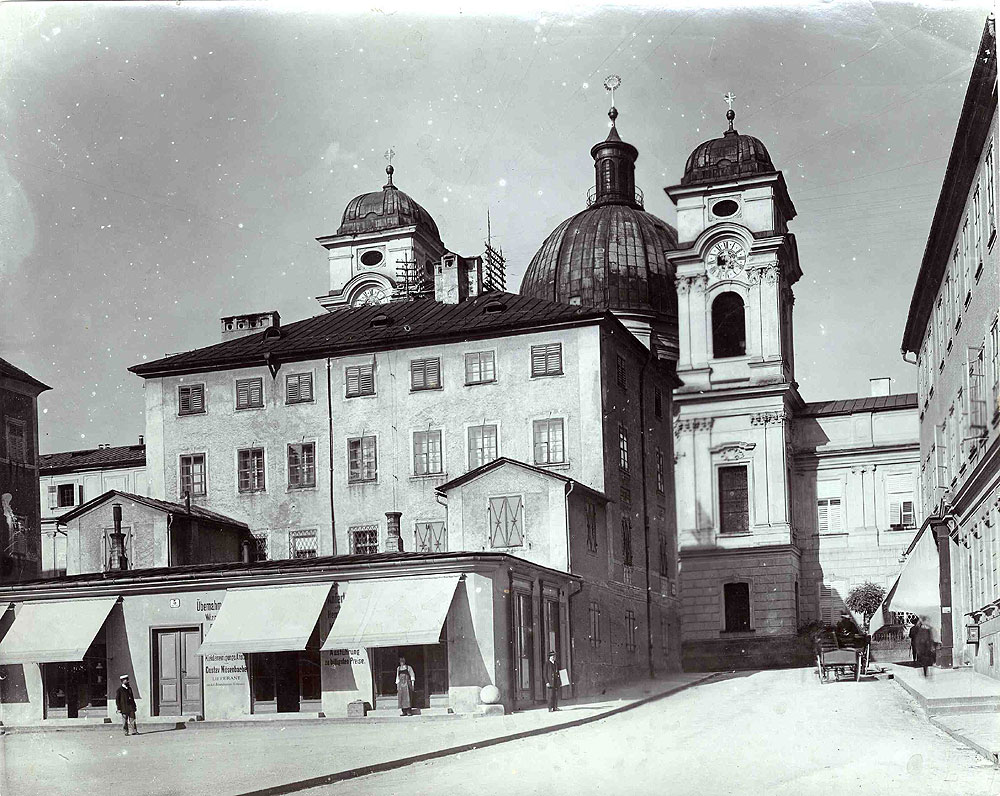
La iglesia detrás de la antigua casa de empeño municipal antes de ser demolida en 1907

## Exterior
La iglesia de la Santísima Trinidad originalmente no estaba en la plaza Hannibal (actual plaza Makart), sino en una estrecha calle lateral entre la carretera de montaña exterior (actual Rainerstraße) y la Linzergasse. La casa de empeño situada justo frente de la iglesia fue demolida en 1907, dejando la explanada elevada frente a Dreifaltigkeitsgasse, que ahora forma el extremo superior de la plaza Makart.
Los campanarios originales eran mucho más bajos que los campanarios actuales, ya que se incrementaron más adelante para una mejor visibilidad de la iglesia detrás de la casa de empeño. Los campanarios se construyeron en 1757, y las cúpula principales de las torres se agregaron después del fuego de Neustadt en 1818. La imagen general de la iglesia mejoró con el incremento de las torres. La iglesia es el centro arquitectónico de un extenso complejo con las dos grandes alas del seminario formando una fachada uniformemente compuesta con la iglesia central, que representa la poderosa cúpula de tambor central de la iglesia.
El portal exterior de la iglesia está soportado por el parapeto dispuesto frente a la cúpula, que descansa sobre dobles columnas gemelas que sirven de pedestal de cuatro figuras, tres de las cuales simbolizan las virtudes teologales: Fe, Esperanza y Amor. La cuarta figura representa la Sabiduría Divina. Los cuatro personajes fueron diseñados por Bernhard Michael Mandl. Entre las figuras se encuentra el doble escudo del príncipe arzobispo Johann Ernst von Thun, conectado con el escudo de armas de Salzburgo.
A cada lado de la iglesia se encuentran los edificios simétricos llamados de la Casa de los Sacerdotes, que albergaban el  Collegium Virgilianum para los estudiantes de la nobleza pobre, en sus inicios. Se puede admirar una fuente (1741), con San Pedro y varias cabezas de animales de bronce talladas por Josef Anton Pfaffinger.  La capilla de los sacerdotes alberga una Madona de 1450 y una Crucifixión del siglo XV-

Vistas del exterior de la iglesia
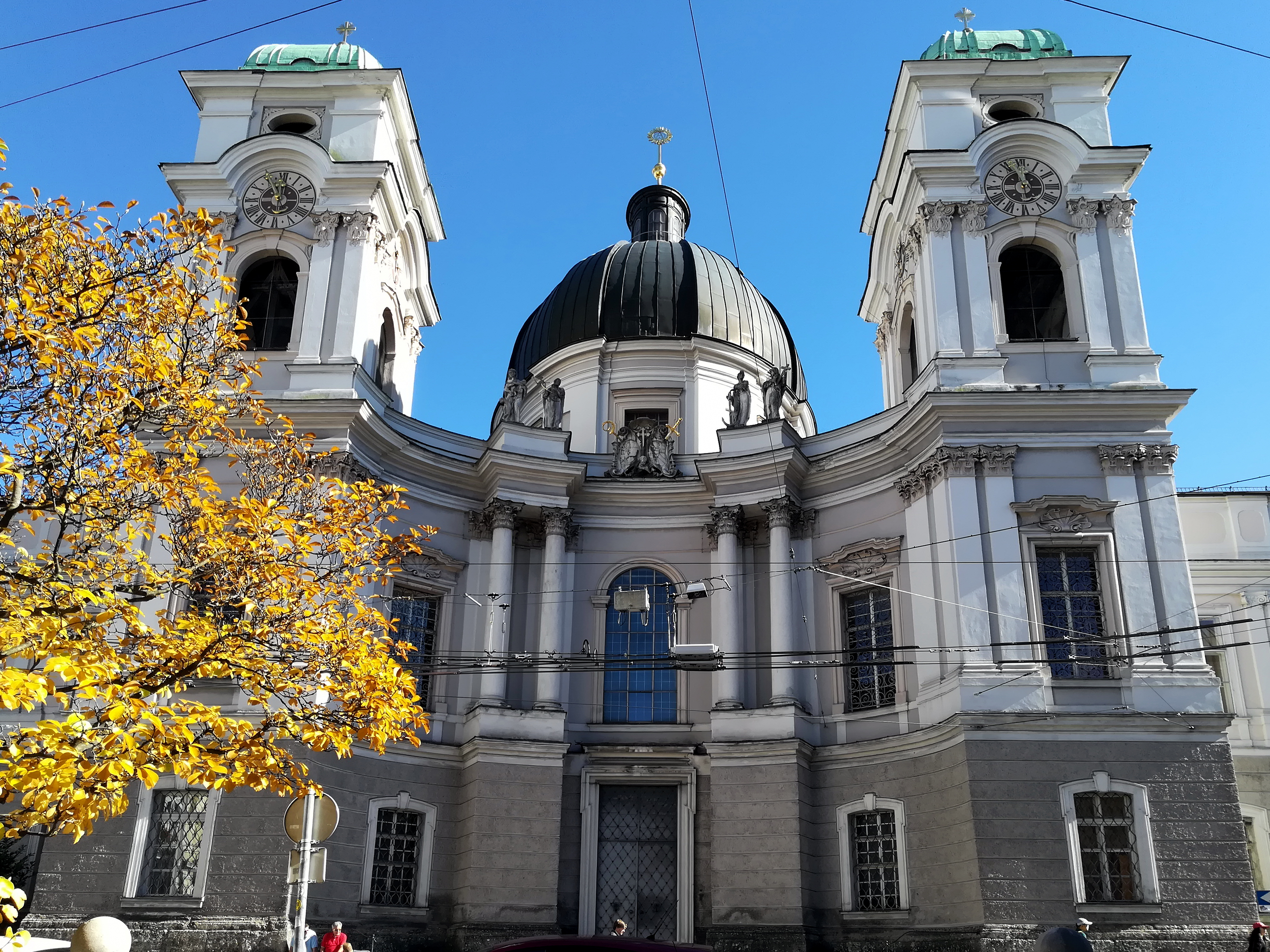
Vista de la fachada
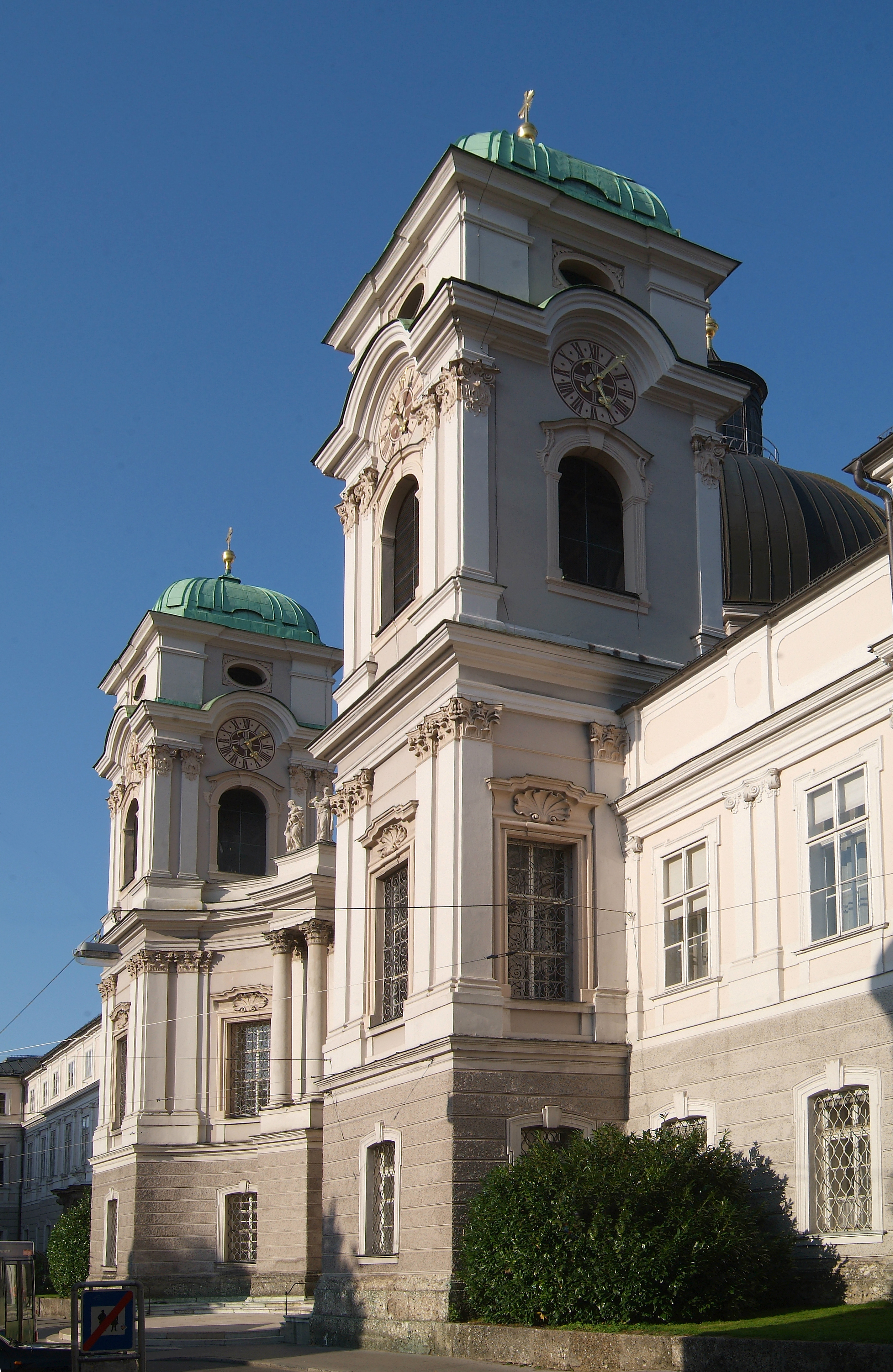
Vista en escorzo
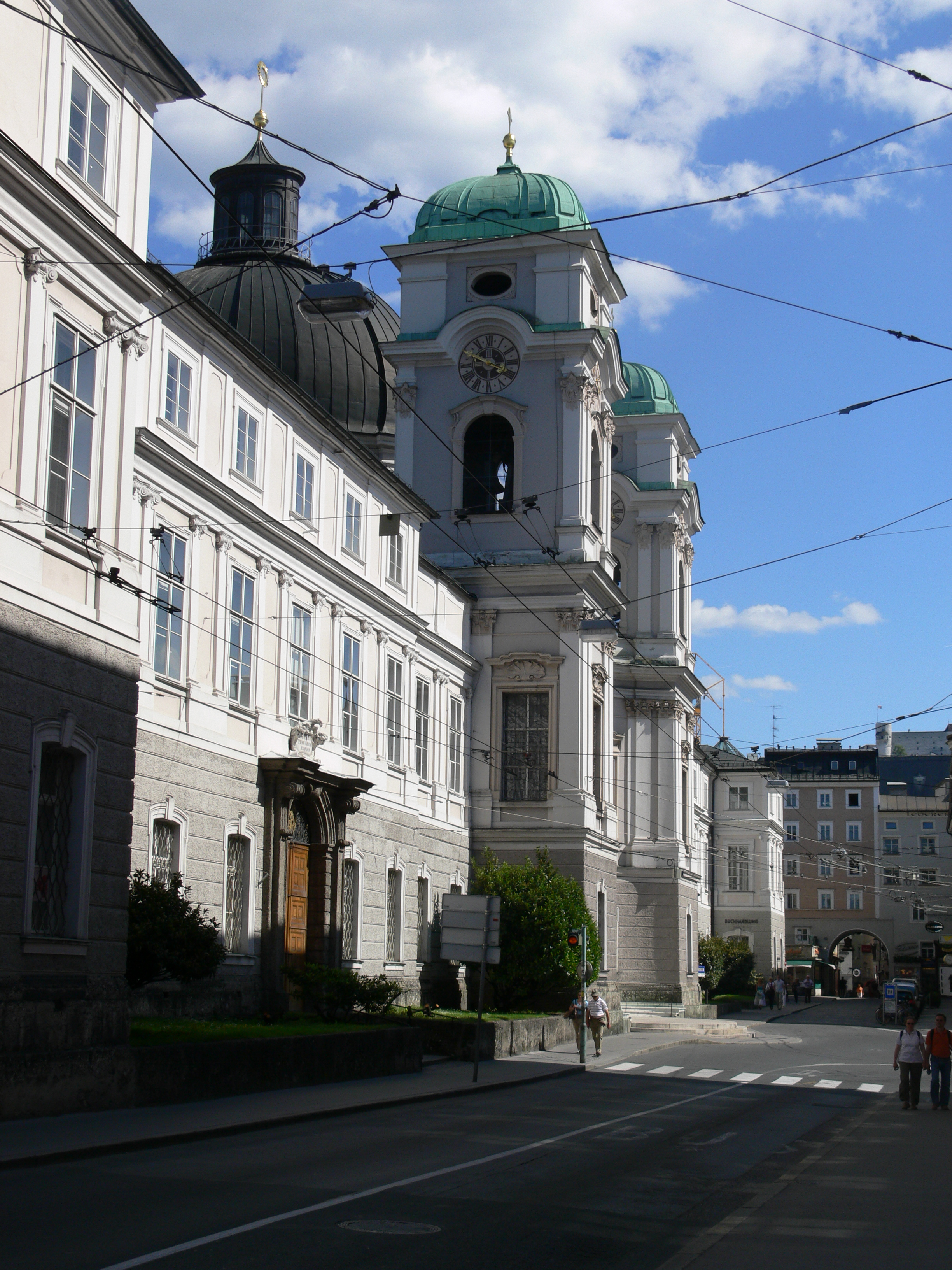
Casa de los Sacerdotes
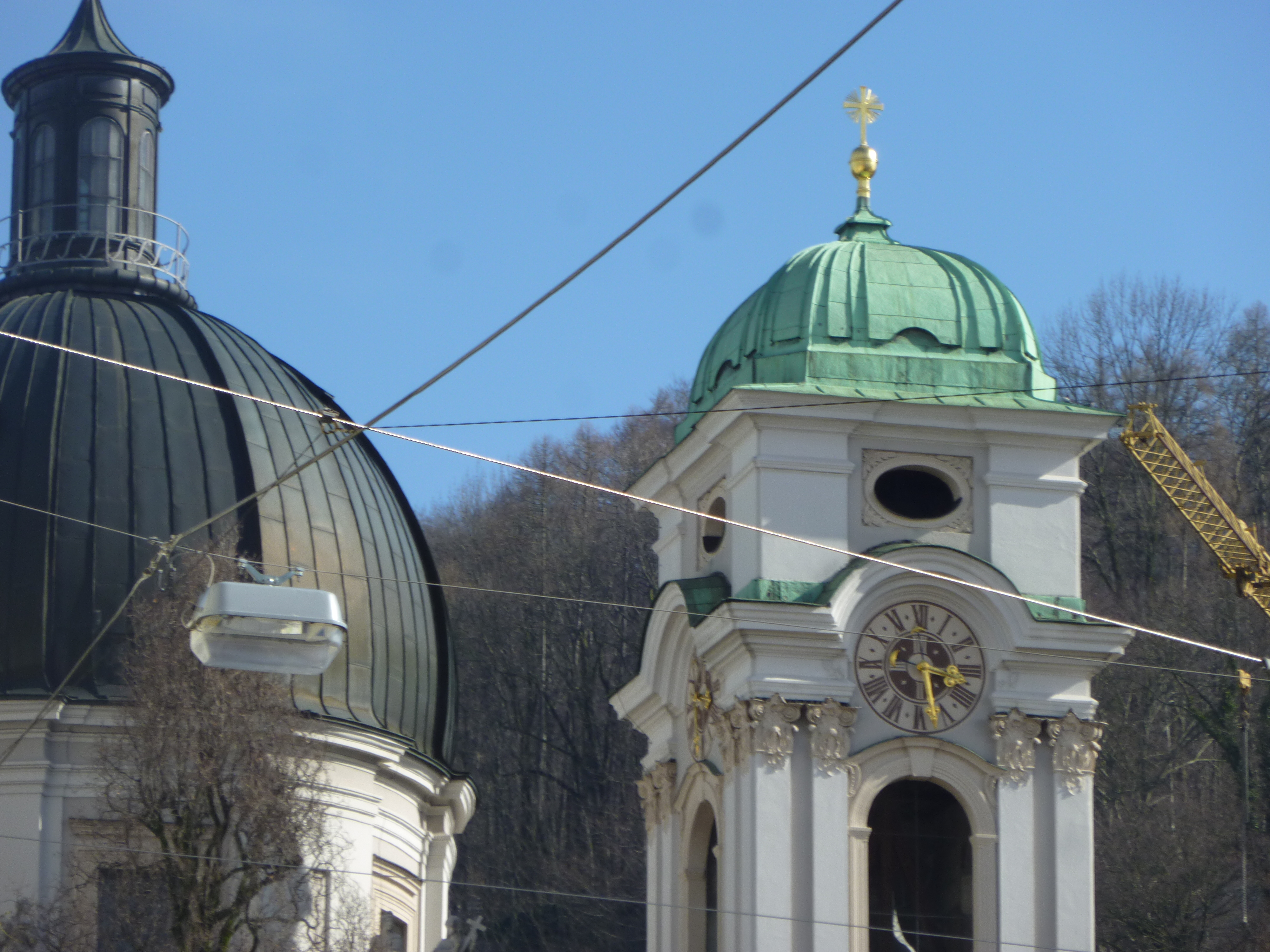
Detalle de cúpula y torre

## Interior
El interior de la iglesia es una sala oblonga u óvalo alargado, con una pequeña sección en forma de cruz con cuatro bóvedas cortas de cañón sobre los brazos, que está coronada por la gran cúpula sobre tambor. El efecto monumental del interior surge principalmente de la simplicidad del edificio y la altura de la cúpula dominante. El diseño es un claro antecedente de la forma interna de la iglesia de San Carlos de Viena (1716–1723), que será la segunda obra maestra sacra de von Erlach.
El gran fresco interior de la cúpula, La Coronación de la Virgen, fue ejecutado por Johann Michael Rottmayr entre 1697 y 1700. Fue el primer fresco sobre cúpula de tema sacro de Rottmayr y muestra el episodio de la Coronación de la Virgen por la Santísima Trinidad con la ayuda del arcángel Miguel, así como un amplio cortejo de santos, ángeles, profetas, los diez santos papas y el patriarca de la Iglesia. Esta obra magistral ilustra de manera impresionante la salvación cristiana y la historia de la iglesia. Las figuras están agrupadas en bancos de nubes dispuestos concéntricamente. En la linterna superior está presente en forma de paloma el Espíritu Santo. Todo está concebido para que se desprenda de este interior barroco la concepción de la Iglesia triunfante, Ecclesia triumphans
Los trabajos en estuco son obra de Andrea Sallari y de Johann Baptist Redi y están limitados en la sala principal a los capiteles y a las cajas de estuco de los brazos. El altar mayor fue creado en 1700 según los planes de Fischer von Erlach. Fue revisado en 1841, pero fue devuelto a su estado original en 1947. El altar tiene un grupo escultórico del grupo de la Trinidad con dos ángeles adoradores. El relicario de San Ernestus fue diseñado en 1959 por Otto Prossinger. Los dos altares laterales contienen magníficos ángeles de tamaño natural, diseñados por Fischer von Erlach y Michael Bernhard Mandl en 1700–1702. La tabla con la imagen milagrosa de Maria del altar lateral derecho data del siglo XVI, con un marco barroco  Sebastian Stumpfegger.
En el transepto izquierdo, se encuentran las placas funerarias de varios caballeros de la Orden de San Rupert, así como el corazón del margrave von Thun en un sarcófago diseñado por Fischer von Erlach.

Vistas del interior
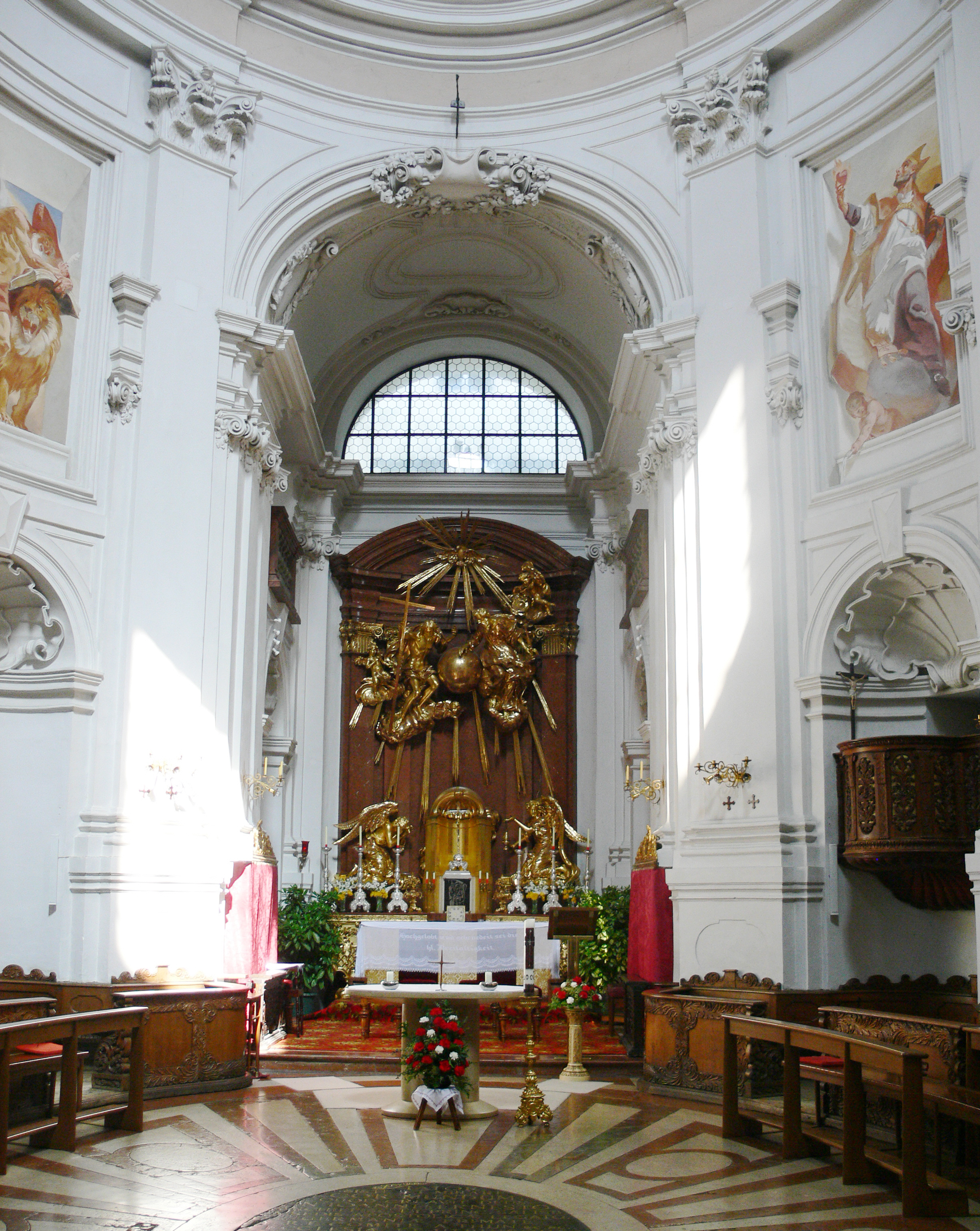
Vista del altar mayor
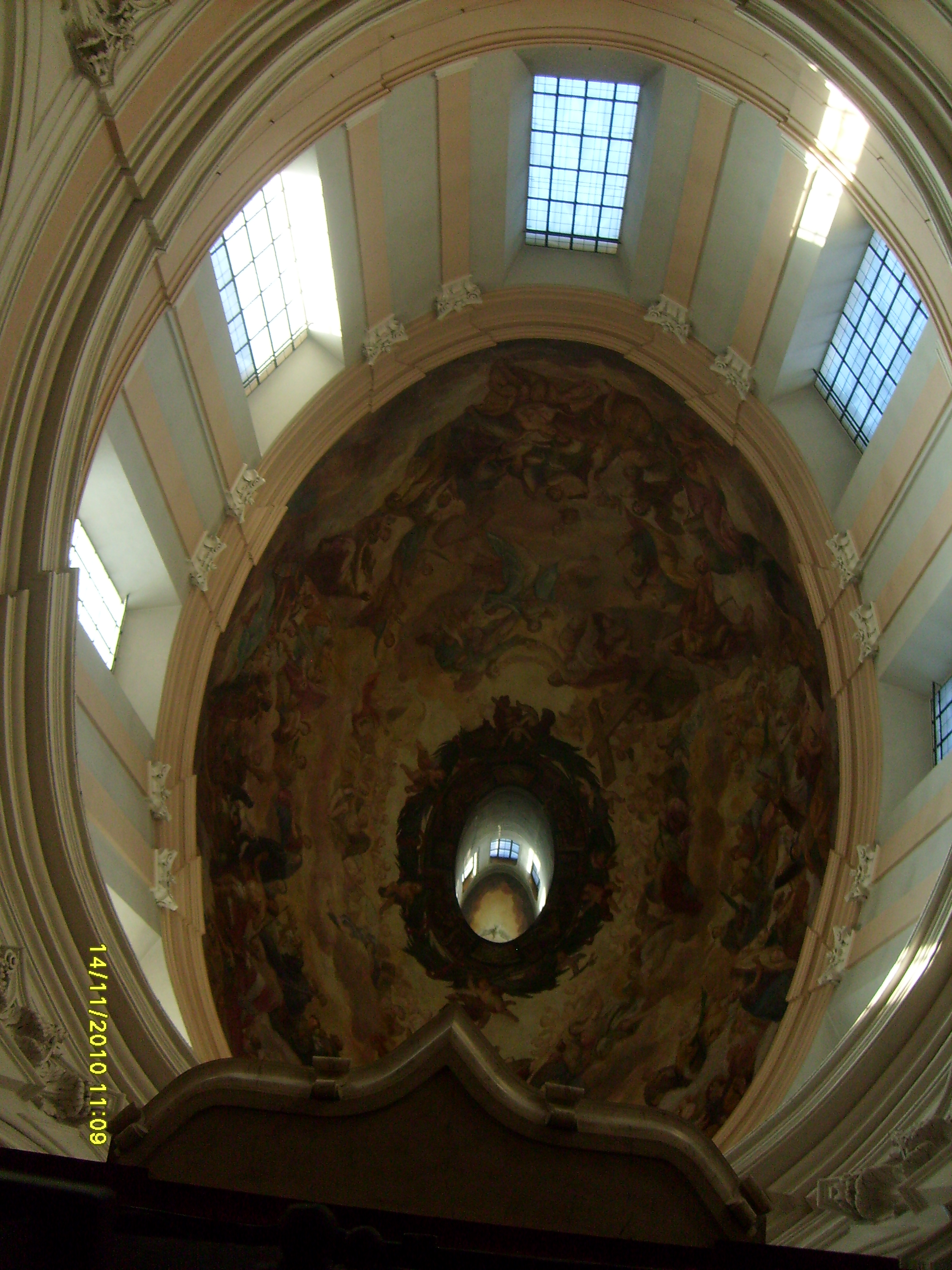
La cúpula con el tambor
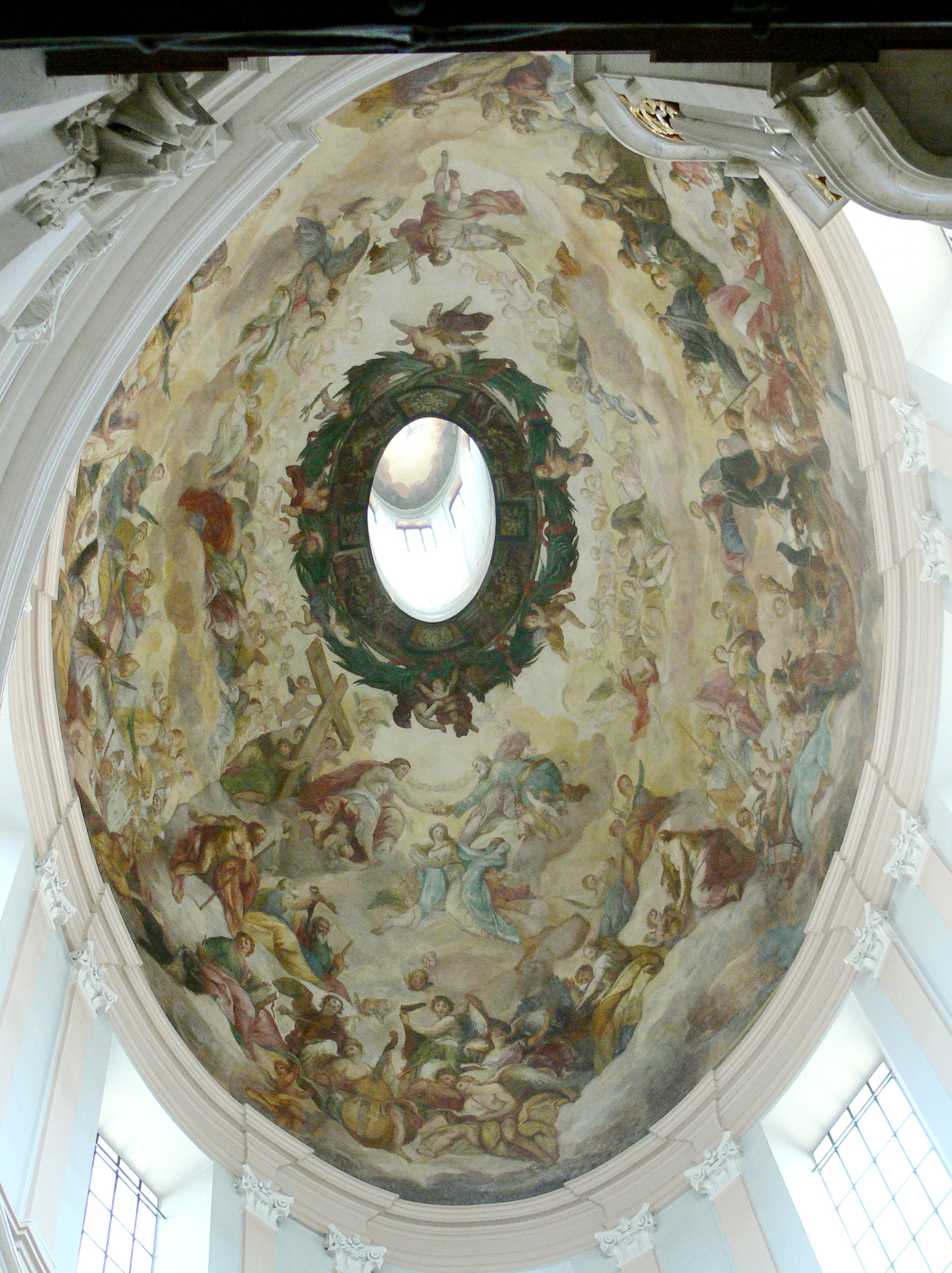
Fresco de Johann Michael Rottmayr
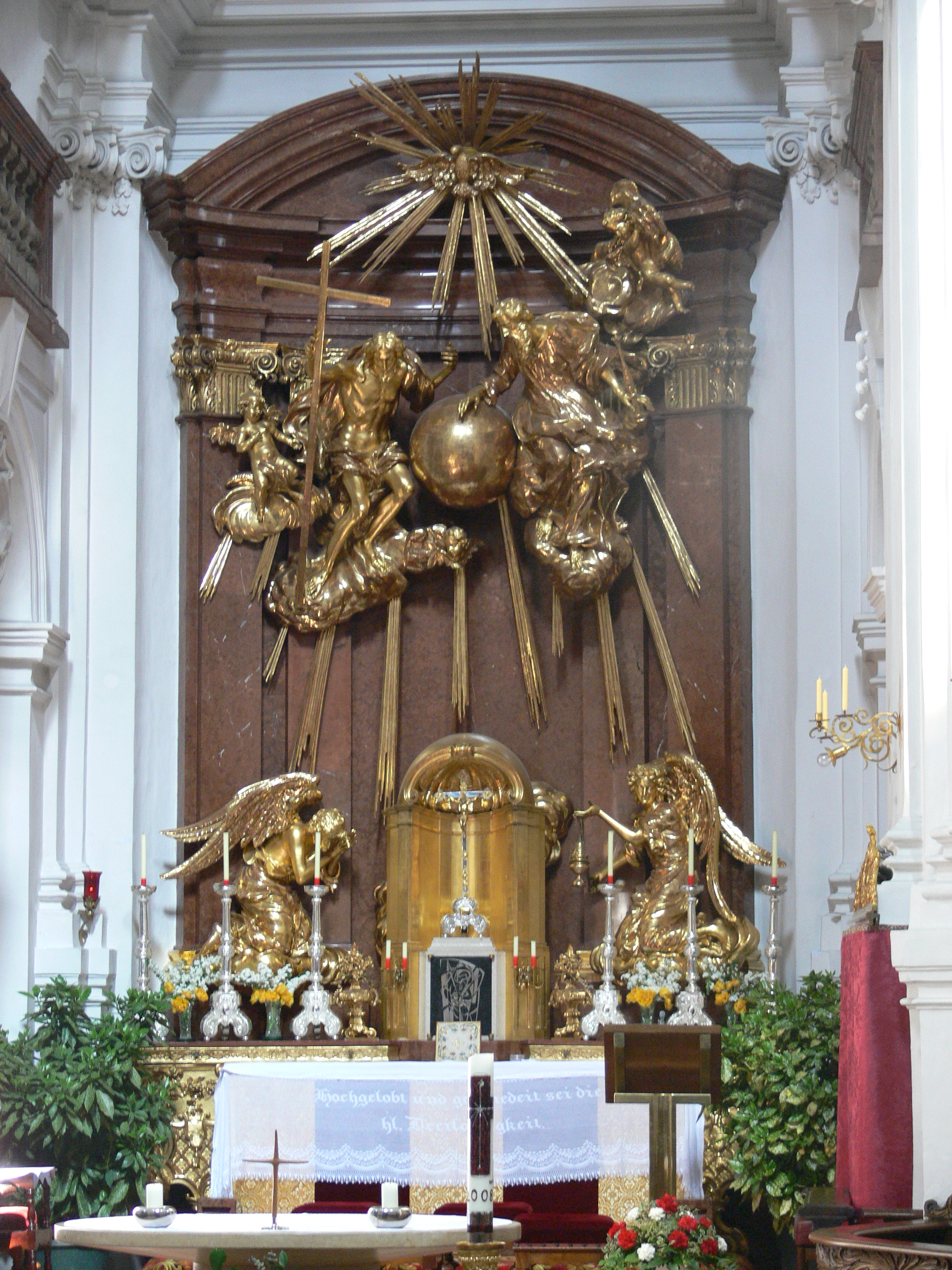
Detalle del altar mayor